# آلبانی (لوئیزیانا)
آلبانی (به انگلیسی: Albany) شهری در ایالت لوئیزیانا کشور ایالات متحده آمریکا است که جمعیت آن در سرشماری سال ۲۰۱۰ میلادی، ۱٬۰۸۸ نفر بوده‌است.